# Камизяк
Камизяк (на руски: Камызяк) е град в Русия, административен център на Камизякски район. Населението му към 1 януари 2018 година е 15 984 души.